# Uranophora albiplaga
Uranophora albiplaga là một loài bướm đêm thuộc phân họ Arctiinae, họ Erebidae.